# Фторопласт-50
Фторопла́ст-50 — сополимер тетрафторэтилена с перфторвинилпропиловым эфиром.  Международными аналогами Ф-50 по свойствам и применению являются: Teflon-PFA (DuPont), Neoflon-PFA (Daikin).
Является фторсодержащим плавким полимером, наиболее близким по свойствам фторопласту-4. Превосходит его по механической прочности при высоких температурах и по радиационной стойкости, практически не уступает по химической стойкости и диэлектрическим показателям, при этом обладает эластичностью, стойкостью к многократным перегибам, морозостойкостью, повышенной адгезией к различным субстратам, не хладотекуч.

## Свойства
Фторопласт-50 имеет самый широкий из всех термопластичных марок фторполимеров диапазон рабочих температур: от минус 196 °C до плюс 250 °C. Высокая тепло- и термостойкость обеспечивают длительную эксплуатацию изделий из фторопласта-50 в самых жёстких условиях. Фторопласт-50 перерабатывается методами прессования, экструзии, литья под давлением.
Основные характеристики фторопласта-50:
| Наименование показателя                   | Значение    |
| ----------------------------------------- | ----------- |
| Предел текучести при растяжении при 23 °C | 14—30 МПа   |
| Модуль упругости при растяжении при 23 °C | 480—628 МПа |
| Температура стеклования                   | - 90 °C     |
| Прочность при разрыве                     | 15-32 МПа   |
| Удельное электрическое сопротивление      | 1018 Ом·м   |

## Марки
Фторопласт-50 выпускается нескольких марок: 
| марка | Основное рекомендуемое применение | Рекомендуемый способ переработки |
| ----- | --- | -------------------------------- |
| А1    | Для получения плёнок толщиной 100 мкм и более, листов, трубок                                                                              | Экструзия                        |
| А2    | Для получения плёнок толщиной менее 100 мкм                                                                                                | Экструзия                        |
| Б     | Литьевые изделия различного профиля, стойкие к агрессивным средам при повышенных температурах                                              | Литьё под давлением              |
| К0    | Для получения изоляции токопроводящих жил грузонесущих геофизических кабелей                                                               | Экструзия из расплава            |
| К1    | Крупногабаритные кабельные изделия | Экструзия из расплава            |
| К2    | Изоляция проводов и кабелей | Экструзия из расплава            |
| К3    | Изоляция субминиатюрных кабельных изделий                                                                                                  | Экструзия из расплава            |
| П     | Получение защитных покрытий, обладающих высокими электроизоляционными свойствами, стойких к агрессивным средам при повышенных температурах | Порошковое напыление             |

## Применение
Фторопласт-50 находит широкое применение в различных отраслях:
- в атомной энергетике: изготовление изоляции проводов и кабелей, работающих в особо сложных условиях в широком диапазоне температур и частот, деталей в электроизоляторах, электрических разъёмов, термоизолирующих деталей;
- в электронике: изготовление деталей для особо чистых сред в производстве полупроводников;
- в приборостроении: для изготовления трубок, стержней, прокладок, мембран;
- в химической промышленности: для футеровки химических аппаратов, труб, фитингов, вентилей, насосов, скрубберов, воздуходувок;
- в пищевой индустрии: для получения антифрикционных покрытий в оборудовании раскатки теста и антипригарных, противоналипающих покрытий для форм выпечки;
- в медицинской технике: волокна, трубки и плёнки в медицинских изделиях.